# Jakob Zünd
Jakob Zünd (* 9. September 1874 in Altstätten SG; † 19. Juli 1953 ebenda) war ein Schweizer Politiker.
Im Jahre 1915 trat er als Gemeinderatsschreiber in den Dienst der politischen Gemeinde Altstätten. Dieses Amt bekleidete er während 8 Jahren. Zünd erwarb sich das Vertrauen breiter Bevölkerungsschichten, sodass er im Jahre 1924 zum Gemeindeammann der Stadt Altstätten gewählt wurde. In diesem Amt wurde er immer wieder bestätigt, bis er im Jahre 1945 in den Ruhestand trat. In den Jahren 1927 bis 1932 vertrat er zudem den Bezirk Oberrheintal im Grossen Rat des Kantons St. Gallen.
| Personendaten    | Personendaten       |
| ---------------- | ------------------- |
| NAME             | Zünd, Jakob         |
| KURZBESCHREIBUNG | Schweizer Politiker |
| GEBURTSDATUM     | 9. September 1874   |
| GEBURTSORT       | Altstätten SG       |
| STERBEDATUM      | 19. Juli 1953       |
| STERBEORT        | Altstätten SG       |